# ヨーロッパオープン・ワルシャワ
ヨーロッパオープン・ワルシャワ(Europian Open Warsaw)はポーランドの国際柔道大会。

## 来歴
2009年よりIJFワールド柔道ツアーの一環として、グランドスラム、グランプリなどに次ぐ位置付けとなったワールドカップのうちの1大会。なお、今大会は世界ランキング対象大会であるが、国際柔道連盟主催ではなく大陸連盟主催の大会であるため、ワールド柔道ツアーには含まれない。年度によって男女交互に開催される。以前は「ポーランド国際柔道大会」と呼ばれていた。
2009年から「ワールドカップ・ワルシャワ」という名称になったが、2013年には「ヨーロッパオープン・ワルシャワ」という名称に変更された。2017年はカトヴィツェでの開催となった。

## 名称の変遷
- ポーランド国際柔道大会 ( -2008)
- ワールドカップ・ワルシャワ World Cup Warsaw (2009-2012)
- ヨーロッパオープン・ワルシャワ Europian Open Warsaw (2013- )
- ヨーロッパオープン・カトヴィツェ Europian Open Katowice (2017)
- ヨーロッパオープン・ワルシャワ Europian Open Warsaw (2018- )

## 優勝者

### 男子
| 年     | 60 kg級                        | 66 kg級                    | 73 kg級                  | 81 kg級                        | 90 kg級                    | 100 kg級                   | 100 kg超級                 |
| 2009年 | エリオ・ヴェルデ               | 金周珍                     | 金原中                   | シャレイ・シュンジカウ         | マダラース・タマーシュ     | アリエル・ゼエビ           | イゴール・マカロフ         |
| 2011年 | アシュリー・マッケンジー       | アルメン・ナザリアン       | バンジャマン・ダルベレ   | ロイク・ピエトリ               | ロベルト・メローニ         | シリル・マレ               | スタニスラフ・ボンダレンコ |
| 2013年 | エルドス・スメトフ             | ゲオルグリー・ザンタラヤ   | ヌグザリ・タタラシビリ   | レヴァン・ツィクラウリ         | マルク・オーデンタール     | オル・サッソン             | セルゲイ・プロキン         |
| 2015年 | シャラフディン・ルトフィラエフ | アン・バウル               | ガンバータル・オドバヤル | 王己春                         | 郭同韓                     | ミハイル・コシャシュニコフ | マチェイ・サルナツキ       |
| 2017年 | ダニエル・ベン＝ダビド         | ボグダン・ヤドフ           | ハビエル・ラミレス       | マティアス・カス               | ピオトル・クチェラ         | アーロン・ファラ           | マチェイ・サルナツキ       |
| 2019年 | オルジ・バリザダ               | サシャ・フラマン           | オレグ・バブゴエフ       | ドミニク・ドルゼタ             | マルコ・ブバンヤ           | クレマン・デルベル         | ユール・スペイケルス       |
| 2020年 | ジョラン・フロリモン           | カルミネ・ディロレト       | アブドルマリク・ウマエフ | ダミアン・ステピエン           | アリアクサンドル・シドリク | カツパー・シツロブスキー   | ユール・スペイケルス       |
| 2022年 | アフアド・ユシフォフ           | イブラヒム・アリエフ       | ビクトル・ムロブチンスキ | アルフォンソ・ウルキサ・ソラナ | ジョン・ジェイン           | ピオトル・クチェラ         | シュベン・ハインレ         |
| 2023年 | ロマン・バラディエル＝ピカール | ドリス・マッソン＝ジュビル | ハッサン・ドゥッカリ     | ビクトル・ステルプ             | マクス・ラボルド           | ゲオルゲ・ウドシラウリ     | ミルセア・クロイトル       |
| 2024年 | アンゾ・ジャン                 | ミキタ・ホロボロドゥコ     | サムエル・ガスナー       | マゲラム・イマムベルディエフ   | ティツィアーノ・ファルコネ | ラウリン・ベーラー         | アマドゥ・マイト           |
| 2025年 | シェルゾド・ダブラトフ         | エリオス・マンジ           | ベンジャミン・レビ       | パベル・ジマル                 | タト・グリガラシビリ       | アリストス・ミカエル       | ヤキフ・ハンモ             |

### 女子
| 年     | 48 kg級                            | 52 kg級                    | 57 kg級                  | 63 kg級                    | 70 kg級                    | 78 kg級                  | 78 kg超級                            |
| 2010年 | アメリ・ロセヌー                   | アイニュル・サマット       | コリーナ・カプリオリウ   | エステル・スタム           | イリヤナ・マルツォク       | ヨー・アビゲール         | エヴァ・ビセニ                       |
| 2012年 | オイアナ・ブランコ                 | 安琴愛                     | ヴィオラ・ヴェヒター     | ジブリズ・エマヌ           | 薛京                       | オドレー・チュメオ       | イダリス・オルティス                 |
| 2014年 | マリーナ・チェルニアク             | ペトラ・ナレクス           | テルマ・モンテイロ       | ロテム・ショール           | マルゴー・ピノ             | フーシェ・ステーンハイス | ジャブズマー・オドフー               |
| 2016年 | ノア・ミンスカー                   | ソルモン・アディヤサムブー | アルレタ・ポドラック     | バルドルジ・ムングンチメグ | キャサリン・クライス       | ベアタ・パツト           | バネッサ・ザンボッティ               |
| 2018年 | エルデネツォグト・ゲレルマー       | カロリナ・ピエンスコフスカ | アルレタ・ポドラク       | インバル・シェムシュ       | ミカエラ・ポレレス         | マイケ・ツィーヒ         | アナスタシア・サプサイ               |
| 2020年 | ブランディーヌ・ポン               | カロリナ・ピエンコブスカ   | ウリアナ・ミネンコワ     | アンジェリカ・シマンスカ   | ウルスラ・ホフマン         | カレン・ステフェンソン   | マルケタ・パウルソワ                 |
| 2022年 | 吉岡光                             | レオニー・ゴンサレス       | パウリネ・シュタルケ     | 山口葵良梨                 | 桑形萌花                   | アンナ＝モンタ・オレク   | ティナ・ラディッチ                   |
| 2023年 | ジュアン・ベンナ                   | リュウ・インウェイ         | ジュリー・ボールスケンス | ユリア・フレベノジュコ     | ジョイア・ベッテルリ       | アンナ＝モンタ・オレク   | ベアトリス・ソウザ                   |
| 2024年 | アナイ・ペロ                       | ケニャ・ペルナ             | マイサ・パルダエワ       | ナディア・クラチェン       | フリードリケ・シュトルツェ | リス・ベルスミス         | クリスティナ・ホマン                 |
| 2025年 | ジェンマ・マリア・ゴメス・アントナ | アストリド・ネト           | アリャ・デカルバロ       | アンジェリカ・シマンスカ   | デナ・ポ－ル               | ユリエ・ヘルテルホフ     | グラス＝エステル・ミエナンディ＝ラウ |